# Okręgowe rozgrywki w piłce nożnej woj. białostockiego (1949/1950)
16. Edycja okręgowych rozgrywek w piłce nożnej województwa białostockiego

Okręgowe rozgrywki w piłce nożnej województwa białostockiego prowadzone są przez Białostocki Okręgowy Związek Piłki Nożnej, rozgrywane są w trzech ligach, najwyższym poziomem jest klasa A, następnie klasa B (2 grupy) i klasa C (4 grupy). W odróżnieniu od rozgrywek centralnych w województwie białostockim grano systemem jesień-wiosna. Była to jednorazowa zmiana, od następnego sezonu powrócono do systemu wiosna-jesień.

Mistrzostwo Okręgu zdobyła Gwardia Białystok. 

Drużyny z województwa białostockiego występujące w centralnych i makroregionalnych poziomach rozgrywkowych:
- I Liga - brak
- II Liga - brak

| Rozgrywki | Poziomy rozgrywkowe w sezonie 1949/1950 | Poziomy rozgrywkowe w sezonie 1949/1950 | Poziomy rozgrywkowe w sezonie 1949/1950 | Poziomy rozgrywkowe w sezonie 1949/1950 | Poziomy rozgrywkowe w sezonie 1949/1950 |
| --------- | --------------------------------------- | --------------------------------------- | --------------------------------------- | --------------------------------------- | --------------------------------------- |
| Centralne | I poziom ligowy                         | I Liga                                  | I Liga                                  | I Liga                                  | I Liga                                  |
| Centralne | II poziom ligowy                        | II Liga - gr.Płn.                       | II Liga - gr.Płn.                       | II Liga - gr.Płd.                       | II Liga - gr.Płd.                       |
| Okręgowe  | III poziom ligowy                       | Klasa A                                 | Klasa A                                 | Klasa A                                 | Klasa A                                 |
| Okręgowe  | IV poziom ligowy                        | Klasa B - gr.I                          | Klasa B - gr.I                          | Klasa B - gr.II                         | Klasa B - gr.II                         |
| Okręgowe  | V poziom ligowy                         | Klasa C - gr.I                          | Klasa C - gr.II                         | Klasa C - gr.III                        | Klasa C - gr.IV                         |

## Klasa A - III poziom rozgrywkowy
| Poz. | Drużyna               | M  | Z | R | P | Bramki | Punkty |
| ---- | --------------------- | -- | - | - | - | ------ | ------ |
| 1    | Gwardia Białystok     | 10 | 9 | 0 | 1 | 42-12  | 18     |
| 2    | Kolejarz Ełk          | 10 | 7 | 0 | 3 | 28-13  | 14     |
| 3    | WKS Wigry Suwałki     | 10 | 5 | 2 | 3 | 25-19  | 12     |
| 4    | Związkowiec Białystok | 10 | 4 | 2 | 4 | 28-21  | 10     |
| 5    | Unia Hajnówka         | 10 | 1 | 3 | 6 | 13-31  | 5      |
| 6    | Kolejarz Starosielce  | 10 | 0 | 1 | 9 | 12-52  | 1      |

- Zmiana nazwy KS ZZK na Kolejarz Ełk.
- Zmiana nazwy Żubr na Unia Hajnówka.
- Zmiana nazwy ZZK na Kolejarz Starosielce.
- Z powodu powiększenia ligi nikt nie spadł do A klasy.
- W przyszłym sezonie klasa A b edzie nosiła nazwę Klasa Wojewódzka, natomiast klasa B i C - Klasa Powiatowa.

 Eliminacje do II Ligi 
| Poz. | Drużyna           | M | Z | R | P | Bramki | Punkty |
| ---- | ----------------- | - | - | - | - | ------ | ------ |
| 1    | Gwardia Warszawa  | 8 |   |   |   | 38-8   | 15     |
| 2    | Kolejarz Łódź     | 8 |   |   |   | 26-12  | 12     |
| 3    | Kolejarz Olsztyn  | 8 |   |   |   | 15-22  | 6      |
| 4    | Gwardia Białystok | 8 |   |   |   | 14-24  | 5      |
| 4    | Kolejarz Siedlce  | 8 |   |   |   | 9-36   | 2      |

- Po zakończeniu rozgrywek decyzją PZPN dokooptowano do II ligi drużyny z Siedlec i Białegostoku. Decyzji przy zielonym stoliku przyświecała idea wsparcia "piłkarsko - ubogich" regionów, mająca na celu włączenie do rywalizacji na szczeblu centralnym.

## Klasa B - IV poziom rozgrywkowy
Grupa I
| Poz. | Drużyna                   | M  | Z | R | P  | Bramki | Punkty |
| ---- | ------------------------- | -- | - | - | -- | ------ | ------ |
| 1    | Ogniwo Białystok          | 10 | 7 | 1 | 2  | 34-18  | 15     |
| 2    | Kolejarz Białystok (b)    | 10 | 7 | 1 | 2  | 29-14  | 15     |
| 3    | Budowlani Bielsk Podlaski | 10 | 6 | 2 | 2  | 27-13  | 14     |
| 4    | Kolejarz Łapy (b)         | 10 | 6 | 0 | 4  | 24-15  | 12     |
| 5    | Budowlani Białystok (b)   | 10 | 2 | 0 | 8  | 8-34   | 4      |
| 6    | SKS Supraśl (b)           | 10 | 0 | 0 | 10 | 3-31   | 0      |

- Zmiana nazwy Tur na Budowlani Bielsk Podlaski.
- SKS Supraśl wycofał się po 2 kolejce, do końca sezonu przyznawano walkowery.
- Budowlani Białystok po sezonie połączą się ze Związkowcem Białystok zajmując jego miejsce e klasie A.
- W związku z reorganizacją ligi w przyszłym sezonie nikt nie spadł z klasy B, drużyny z klasy B i klasy C będą tworzyć jeden poziom rozgrywkowy o nazwie "Klasa Powiatowa".

Grupa II
| Poz. | Drużyna                            | M | Z | R | P | Bramki | Punkty |
| ---- | ---------------------------------- | - | - | - | - | ------ | ------ |
| 1    | Związkowiec Suwałki (b)            |   |   |   |   |        | b.d.   |
| 2    | Związkowiec/Budowlani Grajewo* (b) |   |   |   |   |        | b.d.   |
| 3    | Związkowiec Łomża (b)              |   |   |   |   |        | b.d.   |
| 4    | LZS Szczuczyn                      |   |   |   |   |        | b.d.   |
| 5    | WKS Mazur Ełk                      |   |   |   |   |        | b.d.   |
| 6    | WKS Legia Orzysz (b)               |   |   |   |   |        | b.d.   |

- Po I rundzie doszło do połączenia B klasowego Związkowca z Budowlanymi Grajewo (klasa C), w wyniku fuzji drużyna występuje dalej w klasie B jako Budowlani Grajewo.
- W związku z reorganizacją ligi w przyszłym sezonie nikt nie spadł z klasy B, drużyny z klasy B i klasy C będą tworzyć jeden poziom rozgrywkowy o nazwie "Klasa Powiatowa".

## Klasa C - VI poziom rozgrywkowy
Grupa I
| Poz. | Drużyna | M | Z | R | P | Bramki | Punkty |
| ---- | ------- | - | - | - | - | ------ | ------ |
| ?    | b.d.    |   |   |   |   |        | ?      |
| ?    | b.d.    |   |   |   |   |        | ?      |
| ?    | b.d.    |   |   |   |   |        | ?      |
| ?    | b.d.    |   |   |   |   |        | ?      |

Grupa II
| Poz. | Drużyna | M | Z | R | P | Bramki | Punkty |
| ---- | ------- | - | - | - | - | ------ | ------ |
| ?    | b.d.    |   |   |   |   |        | ?      |
| ?    | b.d.    |   |   |   |   |        | ?      |
| ?    | b.d.    |   |   |   |   |        | ?      |
| ?    | b.d.    |   |   |   |   |        | ?      |

Grupa III
| Poz. | Drużyna | M | Z | R | P | Bramki | Punkty |
| ---- | ------- | - | - | - | - | ------ | ------ |
| ?    | b.d.    |   |   |   |   |        | ?      |
| ?    | b.d.    |   |   |   |   |        | ?      |
| ?    | b.d.    |   |   |   |   |        | ?      |
| ?    | b.d.    |   |   |   |   |        | ?      |

Grupa IV
| Poz. | Drużyna              | M | Z | R | P | Bramki | Punkty |
| ---- | -------------------- | - | - | - | - | ------ | ------ |
| ?    | Budowlani II Grajewo |   |   |   |   |        | b.d.   |
| ?    | Spójnia Ełk          |   |   |   |   |        | b.d.   |
| ?    | Kolejarz II Ełk      |   |   |   |   |        | b.d.   |
| ?    | LZS II Szczuczyn     |   |   |   |   |        | b.d.   |